# Liste der Biografien/Isn
Liste der Biografien |
Portal Biografien |
Personensuche
# |
A |
B |
C |
D |
E |
F |
G |
H |
I |
J |
K |
L |
M |
N |
O |
P |
Q |
R |
S |
T |
U |
V |
W |
X |
Y |
Z |
?
 
Ia |
Ib |
Ic |
Id |
Ie |
If |
Ig |
Ih |
Ii |
Ij |
Ik |
Il |
Im |
In |
Io |
Ip |
Iq |
Ir |
Is |
It |
Iu |
Iv |
Iw |
Ix |
Iy |
Iz
 
Isa |
Isb |
Isc |
Isd |
Ise |
Isf |
Isg |
Ish |
Isi |
Isj |
Isk |
Isl |
Ism |
Isn |
Iso |
Isp |
Isr |
Iss |
Ist |
Isu |
Isw |
Isy
Die Liste der Biografien führt alle Personen auf, die in der deutschsprachigen Wikipedia einen Artikel haben. Dieses ist eine Teilliste mit 12 Einträgen von Personen, deren Namen mit den Buchstaben „Isn“ beginnt.

## Isn

### Isna
- Isna, Pansau Na, guinea-bissauischer Widerstandskämpfer der PAIGC
- Isnard, Clément († 1612), französischer Bischof
- Isnard, Clemente (1917–2011), brasilianischer Ordensgeistlicher, Bischof von Nova Friburgo
- Isnard, Francis (1945–2010), französischer Fußballspieler
- Isnard, Jean (1901–1976), französischer Kameramann
- Isnard, Jean Esprit (1707–1781), französischer Dominikaner und Orgelbauer
- Isnard, Maximin († 1825), Politiker in der Französischen Revolution
- Isnard, Octave († 1626), französischer Bischof
- Isnardi Parente, Margherita (1928–2008), italienische Philosophin und Hochschullehrerin
- Isnardon, Monique (1919–2021), französische Filmeditorin

### Isne
- Isner, John (* 1985), US-amerikanischer TennisspielerJohn Isner (* 1985)

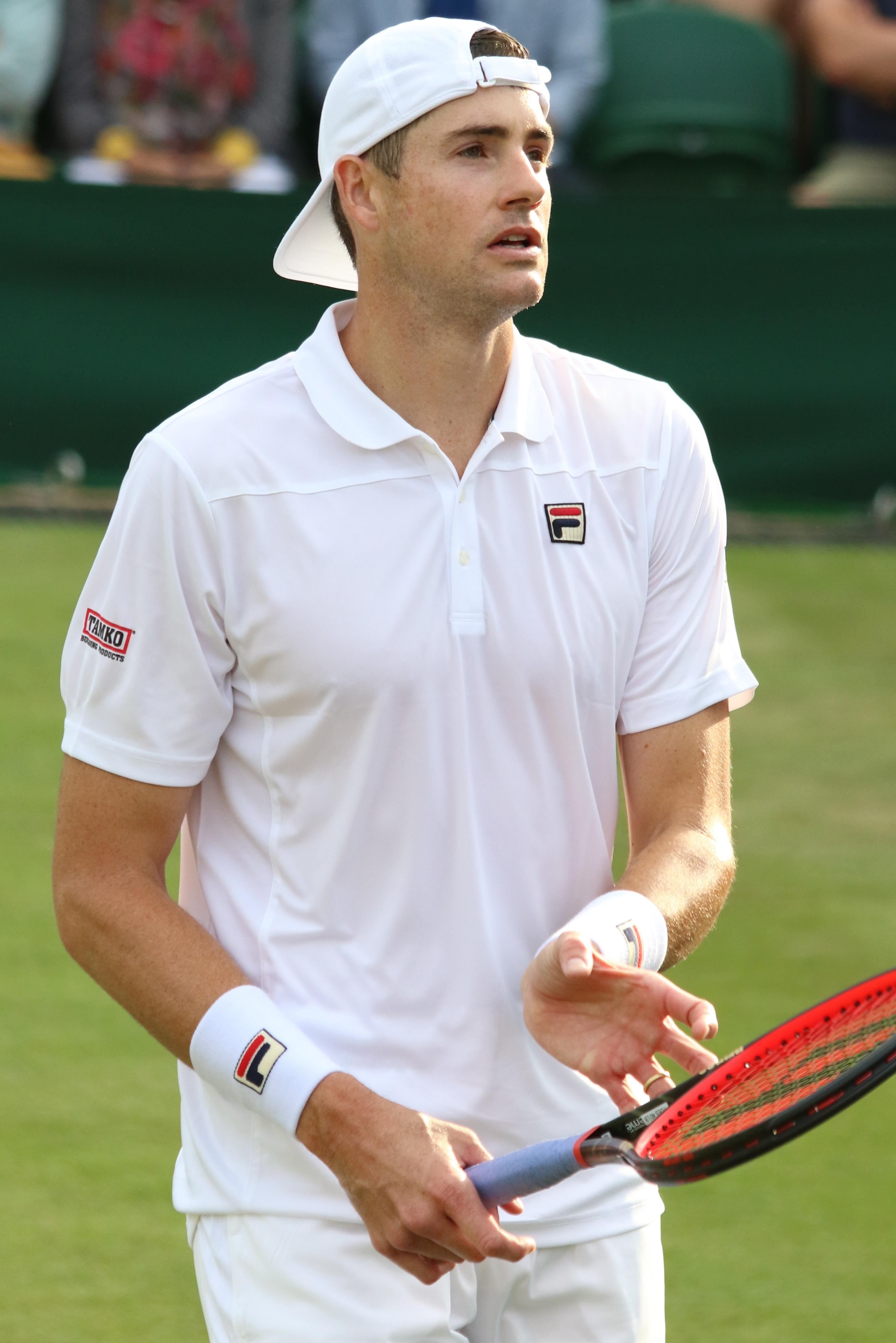
John Isner (* 1985)

- Isnes, Jørgen (* 1979), norwegischer Fußballtrainer und -funktionär